# Psychédélisme

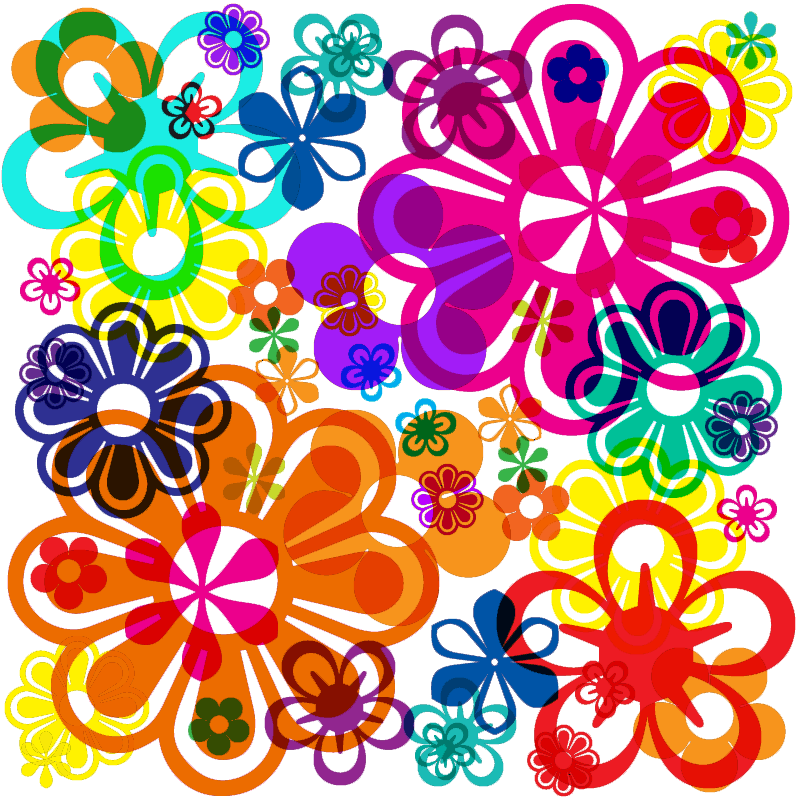
Art psychédélique.

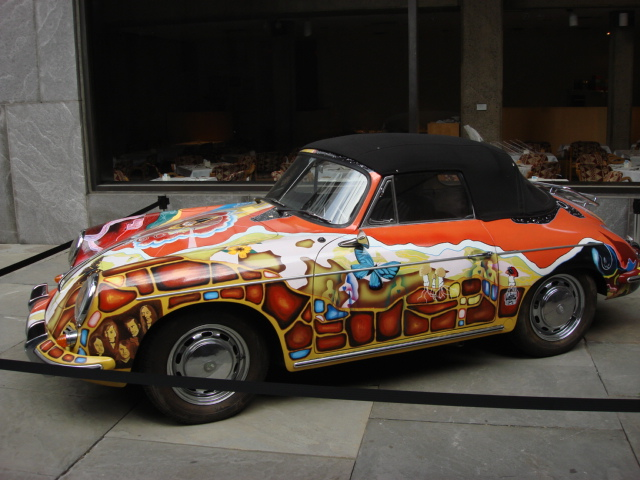
La Porsche 356C de Janis Joplin (Whitney Museum de New York).

Le psychédélisme (du grec ancien ψυχή / psukhḗ, « âme », et δηλῶ / dēlỗ, « rendre visible, montrer ») est un mouvement de contre-culture apparu dans le milieu des années 1960 qui explore les corrélations entre les modifications sensorielles et celles des activités psychiques, dans un contexte artistique, voire philosophique, généralement grâce à l'usage de produits psychotropes dits psychédéliques présents dans certains végétaux ou obtenus par synthèse.

## Étymologie
Le terme a été inventé en 1956 par le psychiatre H. Osmond, dans un échange de lettres avec Aldous Huxley. Alors qu'ils cherchaient tous les deux comment désigner ces substances dont ils découvraient les effets sur la connaissance du psychisme, Huxley, en réponse à une proposition d'Osmond qu'il n'avait pas comprise, avait, à partir de deux mots grecs anciens (le verbe phaneroein et le nom thymos), forgé le terme phanérothyme qui peut se traduire par « qui rend l'âme visible, manifeste ».
Huxley avait conclu sa lettre par ces vers :
To make this trivial world sublime, 

Take a half a gramme of phanerothyme.

(Pour rendre ce monde trivial sublime,

Prenez un demi-gramme de phanérothyme.)
auxquels Osmond avait répliqué par ceux-ci :
To fathom Hell or soar angelic, 

Just take a pinch of psychedelic.

(Pour comprendre l'enfer ou surgir angélique,

Prenez juste une pincée de psychédélique.)

## Histoire
Le mouvement psychédélique apparaît, en parallèle du mouvement hippie, à partir des sixties quand l'usage du LSD, sous l'impulsion de personnalités comme le psychologue Timothy Leary, le chimiste Augustus Owsley Stanley III et les romanciers Ken Kesey et Aldous Huxley, se répand dans une population jeune occidentale. Ce développement se poursuivit après l'interdiction de la consommation du LSD aux États-Unis en 1965 et en Angleterre en 1966 ; (l'usage devenant réservé aux expérimentations encadrées par la C.I.A. et l'armée).
Il atteint son sommet de 1967 à 1969 avec le rock psychédélique (Jimi Hendrix, The Doors, Grateful Dead,  Jefferson Airplane et Pink Floyd) et à travers les affiches de concerts ou les couvertures d'albums de designers comme Wes Wilson, Victor Moscoso, Rick Griffin et Martin Sharp, ainsi que par un mouvement de mode propre au psychédélisme.

## Drogues psychédéliques
Les drogues psychédéliques regroupent un certain nombre de psychotropes à propriétés dites hallucinogènes, tels l'ayahuasca, le LSD, le 1P-LSD, la mescaline, la psilocybine (champignons hallucinogènes), la DMT, ou l'ecstasy (MDMA), ou même encore, des molécules plus récentes, comme les dérivés « 2C » (2CB, 2CC).

Les effets de ces drogues psychédéliques sont souvent caractérisés par des hallucinations (visuelles, sonores, ou sur d'autres sens…), de l'introspection (pouvant représenter une expérience psychologiquement éprouvante), ou l'extase.
Comme avec d’autres psychotropes, les effets recherchés donnent parfois lieu à un bad trip. Une mauvaise préparation à l'expérience, un cadre inadapté peuvent provoquer une intense panique générant des troubles psychiatriques graves et durables : angoisses, phobies, état confusionnel, dépression voire bouffées délirantes aiguës. Cependant, utilisées par des experts dans un cadre thérapeutique sécurisé, les substances psychédéliques se révèlent être des médicaments utiles en médecine et psychiatrie.
Un usage excessif (fréquence rapprochée des prises, dosages importants) peut également conduire à des troubles psychiatriques ou physiologiques comme le syndrome post-hallucinatoire persistant, la dépersonnalisation ou la déréalisation.
Une étude de 2013 a montré que la consommation de psychédéliques en tant que telle ne favorisait pas l'apparition de troubles mentaux.

## Arts

### Affiches
Les affiches de concert rock sont un des domaines où le psychédélisme s'est pleinement exprimé. L'art de l'affiche psychédélique débute au milieu des années 1960, à San Francisco, dans le quartier de Haight-Ashbury. C'est dans ce quartier que naît le rock psychédélique, influencé par la prise de drogues hallucinogènes, notamment le LSD. Les groupes comme Grateful Dead, Jefferson Airplane, Big Brother and the Holding Company occupent le devant de la scène, dont le producteur des concerts Bill Graham est largement responsable pour la prolifération des affiches psychédéliques qu'il commande pour les concerts de ceux-ci qu'il produit dans au Fillmore, Winterland et dans des autres salles.

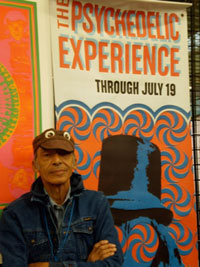
Victor Moscoso, un des initiateurs du style des affiches psychédéliques devant une de ses affiches

Une douzaine d'artistes — en particulier Alton Kelley, Wes Wilson, Victor Moscoso, Rick Griffin, et Stanley « Mouse » Miller (qui seront nommés les Big 5 et formeront le Mouse Studios) — ont conçu des centaines d'affiches pour annoncer les concerts de ces groupes, dans les salles mythiques comme l'Avalon Ballroom  au Fillmore Auditorium. Ils révolutionneront l’imagerie musicale, témoignant d’un moment particulièrement créatif de la culture américaine.
D'autres artistes participent au mouvement comme Peter Max aux États-Unis et Michael English (né en 1942), Michael McInnerney, l'Australien Martin Sharp, Nigel Waymouth au Royaume-Uni.
Le style est fait d'enchevêtrements et de courbes sinueuses qui se multiplient à l'infini. Les lettrages suivent la même tendance jusqu'à être presque illisibles. Ces affiches se présentaient comme de véritables "cartes au trésor", elles étaient disséminées dans la ville et il fallait les décrypter pour comprendre où et quand était le concert. Elles étaient donc destinées à un petit nombre d'adeptes  mais les graphistes psychédéliques n'hésitaient pas à récupérer des motifs et des images de divers endroits et à les détourner dans le but d'interpeller les passants et de les amener à s'arrêter sur leurs affiches. 
Dans les affiches psychédéliques, l'usage de couleurs saturées, contrastées et multiples est de rigueur. On retrouve l'influence à la fois de l'Art nouveau (en particulier d'Alfons Mucha), de l'Op Art, des expériences visuelles liées à la prise de drogues hallucinatoires (en particulier le LSD) et de l'art indien. La culture hippie y est également omniprésente avec des références constantes au Flower Power.

### Pochettes de disque
Plus encore que sur les affiches, les pochettes de disques furent un espace où le psychédélisme s’exprima pleinement (par exemple, Sgt. Pepper lonely Hearts Club Band des Beatles ou The Piper at the Gates of Dawn de Pink Floyd).

#### Bande dessinée
Même si l’élément principal du scénario n’est pas systématiquement un trip hallucinatoire, le psychédélisme dans son aspect esthétique influença bien sûr la bande dessinée. L’exemple le plus typique est probablement les aventures de Lone Sloane de Philippe Druillet. Tant pour le graphisme que pour la construction des histoires, cette bande dessinée marque son époque. Les débuts de Caza sont aussi caractérisés par le psychédélisme.

### Cinéma
Dans le film d’animation Yellow Submarine, fondé sur des chansons des Beatles, le psychédélisme est présent du début à la fin. De même pour Head avec les Monkees.
Il est parfois présent dans l’esprit et l’esthétique comme dans Barbarella (1968) de Roger Vadim basé sur la BD de Jean-Claude Forest.
Il apparaît aussi le temps d’une ou plusieurs scènes plus ou moins longues comme dans la partie finale de 2001, l'Odyssée de l'espace de Stanley Kubrick, long trip de couleur et de formes changeantes.
L'Enfer, film de Georges-Henri Clouzot (1964) dont les expérimentations formelles produisent des images kaléidoscopiques et oniriques qui sensualisent Romy Schneider, constitue malgré son inachèvement un jalon esthétique essentiel dans l'histoire du psychédélisme.
Enfin, d’autres films représentent la scène musicale hippie et psychédélique tels que Un monde psychédélique et Zabriskie Point.
Les films Easy Rider ou Hair montrent le mode de vie hippie et les problèmes qu'il crée à son époque notamment avec la frange réactionnaire du peuple américain, ou par rapport aux obligations militaires.
Vol au-dessus d'un nid de coucou inspiré du roman éponyme de Ken Kesey, filmé dans un vrai hôpital avec la participation de vrais patients, traite des effets de psychothérapie chimique, l'auteur adapté étant « experienced ».
De contre-culture, le psychédélisme est ensuite devenu une production mercantile, comme le prouvent les films comiques récents de la série Austin Powers.

### Littérature
William S. Burroughs et les écrivains de la Beat Generation (Jack Kerouac, Allen Ginsberg) peuvent être considérés comme des précurseurs du psychédélisme en littérature. Certains livres de Philip K. Dick décrivent des expériences psychédéliques paranoïaques (Substance Mort) ainsi que Hunter S. Thompson et son Las Vegas Parano. Tom Wolfe a très bien décrit les débuts du psychédélisme des Merry Pranksters de Ken Kesey aux États-Unis dans Acid Test. Un projet d'adaptation au cinéma par Gus Van Sant est en cours,.
Citons également Aldous Huxley (Les Portes de la perception, Le Ciel et l'Enfer) et Timothy Leary (L'expérience psychédélique, La politique de l'extase), qui ont contribué à la popularisation du terme "psychédélique", après son invention par Osmond en 1956.
La littérature de science-fiction a été influencée par le mouvement psychédélique, avec des thèmes classiques comme la télépathie, les pouvoirs parapsychiques, les environnements de réalité virtuelle et la synesthésie : des phénomènes comparables aux expériences hallucinatoires, dans leur rapport au réel. Cette littérature met fréquemment en scène des drogues imaginaires, comme les drogues « chronolytiques » chez Michel Jeury, les drogues aphrodisiaques, les drogues du bonheur, etc. L'écrivain de science-fiction français Roland C. Wagner a inventé, dans Le Serpent d'angoisse, le PR96, une substance qui permet d'accéder à un univers télépathique, puis à la psychosphère qui représente l'inconscient collectif. Wagner a aussi mené plusieurs recherches sur le thème des drogues imaginaires et de l'influence du mouvement psychédélique dans la science-fiction. Il développe une théorie sur la réalité de l'illusion dans cette littérature, où la drogue n'apparaît pas comme un hallucinogène, mais comme un mode d'accès à une autre réalité. Dans un entretien mené par Anita Torres en 1995, il décrit la filiation entre les univers psychédéliques de la science-fiction des années 1970 et les mondes virtuels décrits aujourd'hui :

« La filiation au niveau de l'image est évidente. Dans les deux cas, ce sont des illusions. Les univers virtuels sont un bon glissement des aspects intéressants de la drogue : la manière dont les gens peuvent en être dépendants, les raisons pour lesquelles les gens prennent de la drogue ou se connectent sur les réseaux. Les thèmes que j'appelles "psychiques" s'emparent de la drogue dans les années soixante. On les trouve encore, mais de manière anecdotique. Aujourd'hui, on trouve plutôt le cyberpunk, les mondes virtuels, les personnalités gérées par des ordinateurs. On est maintenant dans une société de plus en plus technologique, alors que dans les années soixante, il y avait un refus du monde moderne, une volonté de retour à la nature. »

### Musique
(décembre 2011).
On distingue généralement quatre genres pouvant être associés à la musique psychédélique : le rock psychédélique, la pop psychédélique, le trip hop, et la psytrance[réf. nécessaire].
Parmi les représentants du rock psychédélique, on trouve The Doors, Pink Floyd, The Byrds, Tool, Grateful Dead, The Yardbirds, The Animals, The Rolling Stones, Jefferson Airplane, Janis Joplin, Jimi Hendrix, Cream, Can, Hawkwind ou Frank Zappa, et plus récemment The Black Angels.
Parmi ceux de la pop psychédélique, The Beatles, The Kinks, Small Faces, Traffic, Syd Barret (en solo et avec Pink Floyd) et The Beach Boys avec notamment leur single Good Vibrations, ou encore le groupe américain The Electric Prunes, avec Kyrie Eleison, une chanson de Mass in F Minor, leur troisième album, qui apparaît dans le film Easy Rider. Les groupes britanniques Tomorrow avec le chanteur Keith West et le guitariste Steve Howe, ainsi que The Syn avec le guitariste Peter Banks et le bassiste Chris Squire, ont aussi flirté avec le psychédélisme.
Le trip hop, dérivé du hip-hop, se caractérise par une musique dite « planante », mélancolique et calme, tels : Massive Attack, Archive et Wax Tailor.
La psytrance est la branche du mouvement psychédélique associée à la trance. Elle est caractérisée par un rythme rapide et des basses fortes, sans interruption, sans changement et recouvertes par beaucoup d'autres rythmes. Ses principaux berceaux sont Goa en Inde, le Japon, Israël et l'Europe. Plus récemment, un mouvement lié à la psytrance s'est développé en utilisant des sonorités similaires, à un tempo deux à trois fois plus lent : le psybient. Ces deux mouvements prônent souvent des valeurs spirituelles et écologiques.
À ces courants, il convient d'ajouter des mouvances plus enclavées comme le space rock, et le krautrock (rock allemand), ainsi que, dans une moindre mesure, la musique répétitive (Terry Riley, Brian Eno, etc.)
Un aspect psychédélique est aussi reconnaissable dans le funk (George Clinton et Funkadelic), le jazz, le rhythm and blues (Dr. John, l'album Babylon) et la musique de Donovan.

## Divers

Animation de type psychédélique.

#### Livres d'acteurs du mouvement hippie
- Bernard Aaronson et Humphrey Osmond, Psychedelics: The Uses and Implications of Psychedelic Drugs, Garden City (New York), Anchor Books, 1970.
- Gene Anthony, The Summer of Love: Haight-Ashbury at its Highest, Millbrae (Californie), Celestial Arts, 1980.
- David Cooper (éd.). To Free a Generation!: The Dialectics of Liberation, New York, Collier Books, 1968.
- Timothy Leary, Ralph Metzner et Richard Alpert, The Psychedelic Experience (1964), Londres, Penguin Classics, 2008 ou L’expérience psychédélique (trad. Frédéric Streicher, Gilles Morand), Edilivre, 2012

#### Études
- Thomas Albright, Art in the San Francisco Bay Area, 1945-1980, Berkeley, University of California Press, 1985.
- Nick Bromwell, Tomorrow Never Knows: Rock and Psychedelics in the 1960s, Chicago, University of Chicago Press, 2002.
- Joe David Brown (éd.). The Hippies. New York: Time, Inc., 1967.
- David Burner, Making Peace with the 60s, Princeton (New Jersey), Princeton University Press, 1996.
- Christoph Grunenburg et Jonathan Harris (dir.), Summer Of Love: Psychedelic Art, Social Crisis And Counterculture In The 1960s, Liverpool University Press, 2007.
- David S. Rubin, Psychedelic: Optical and Visionary Art since the 1960s, The MIT Press, 2010.
- Philippe Thieyre, Psychédélisme : des USA à l'Europe, édition des Accords, 2007.
- Philippe Thieyre, Les Années psychédéliques, Hugo et compagnie, 2011.
- Cahiers du cinéma no 705, novembre 2014, « Quand le cinéma était psychédélique »